# Viorica Ionică
Viorica Doina Reta Ionică (n. 20 iunie 1955, Piatra Neamț – d. 15 august 2020, Dochia) a fost o handbalistă română care a jucat pentru echipa națională a României pe postul de portar.

## Biografie
Viorica Ionică a început să joace handbal la Școala Sportivă de Elevi Piatra Neamț, sub îndrumarea fostului mare antrenor emerit Ovidiu Țoc.
Viorica Ionică a fost componentă a selecționatei României care s-a clasat pe locul patru la Campionatul Mondial de Handbal Feminin din 1975, desfășurat în URSS.
În urma unei ședințe de analiză cu toți antrenorii echipelor de handbal feminin, desfășurată în 1975, după Campionatul Mondial, s-a stabilit prin vot deschis clasamentul pe posturi din lotul lărgit al selecționatei României. Clasamentul portarilor a fost următorul: Lidia Stan (37 voturi), Elisabeta Ionescu (30 voturi), Viorica Ionică (20 de voturi), Clara Bartok (10 voturi), Doina Copotz (8 voturi). În 1976, cele 22 de jucătoare alese prin vot au fost urmărite în meciuri de pregătire și din campionatul intern, iar lotul a fost restrâns apoi la 16 jucătoare cu care s-a atacat etapa finală de omogenizare și pregătire.
Astfel, în final, Viorica Ionică a fost selectată să facă parte din naționala de 14 handbaliste a României care a obținut locul patru la Jocurile Olimpice de vară din 1976, desfășurate la Montreal. Ea a jucat în toate cele cinci meciuri.
Viorica Ionică a mai făcut parte din selecționata României care s-a clasat pe locul șapte la Campionatul Mondial de Handbal Feminin din 1978, desfășurat în Cehoslovacia, și din cea care s-a clasat a opta la Campionatul Mondial din 1982, care s-a ținut în Ungaria.
Viorica Ionică fost chemată pentru prima dată în 1973 la echipa națională a României, pentru care a evoluat în total în 237 de partide. Este portarul cu cele mai multe selecții la echipa națională din istoria handbalului feminin, fiind urmată de Luminița Dinu-Huțupan, cu 201 selecții,descoperita si formata tot de marele antrenor emerit Ovidiu Toc.
Viorica Ionică a fost timp de mai mulți ani căpitanul echipei naționale a României.

## Palmares
- Campionatul României:
  - Câștigătoare: 1973, 1974

- Portarul cu cele mai multe selecții la echipa națională: 237

## Distincții
În 1976, Viorica Ionică a primit titlul de „Maestru al Sportului”.
În octombrie 2010, cu ocazia competiției „Trofeul Carpați”, Federația Română de Handbal a programat o ceremonie dedicată fostelor componente ale echipei naționale care au atins minimum o sută de selecții. Cu această ocazie, Vioricăi Ionică i s-au înmânat o plachetă și o diplomă de excelență care îi conferă titlul de membru de onoare al FRH.

### Decorații
- Medalia „Meritul Sportiv” clasa I (18 august 1976) „pentru rezultatele deosebite obținute la Jocurile olimpice de vară de la Montreal – 1976, precum și pentru contribuția adusă la dezvoltarea activității sportive și la creșterea prestigiului sportului românesc pe plan internațional”[11][12]